# 타보르산
타보르산(Mt. Tabor) 또는 다볼산은 이스라엘 갈릴리 저지에 위치한 산으로, 높이는 해발 588m이며 갈릴리 호에서 서쪽으로 18km 정도 떨어진 지점에 위치한다. 타보르 산 정상에는 1921년 프란체스코 수도회가 서기 4세기 비잔틴 제국 시대의 교회 터에 세운 예수의 변화(마태복음 17장) 기념교회, 그리스 정교회가 세운 엘리아 기념교회가 위치하고 있다. 주위에는 십자군 시대에 구호기사단이 설치한 성벽과 건물의 유적이 있으며 특히 개신교인들은 예수의 변모가 발생한 이 산을 변화산이라고 통칭해 부르기도 한다.
그러나 개신교에서는 변화산을 헬몬산으로 추정하고 있다. 다볼산은 열심당원의 전초기지가 있었던만큼 예수님과 제자가 올라가기에 적절하지 않은 곳이다. 고로 변화산은 헬몬산일 가능성이 더 높고, 거의 확실하다고 학계에서는 받아들여지고 있다.